# طاوشية زرقاء
طاوشية زرقاء (الاسم العلمي:Tauschia glauca) هي نوع من النباتات يتبع جنس الطاوشية من الفصيلة الخيمية.